# Karl Rilling
Karl Rilling (* 29. März 1869 in Tübingen-Lustnau; † 5. Mai 1928 in Blaubeuren) war ein württembergischer Beamter und Oberamtmann.

## Leben
Karl Friedrich Rilling, Sohn eines Lehrers und evangelischer Konfession, studierte Rechtswissenschaft in Tübingen und anderen Universitäten. 1892 absolvierte er die erste und 1895 die zweite höhere Verwaltungsdienstprüfung.
Seine erste berufliche Stellung fand er in der württembergischen Innenverwaltung. 1900 war er Amtmann des Oberamts Leonberg, 1902 Polizeiamtmann in Reutlingen, und 1907 Amtmann des Oberamts Oberndorf. 1907 wurde er Kollegialhilfsarbeiter der Regierung des Donaukreises in Ulm. Dort erhielt er am 25. Februar 1913 den Titel „Oberregierungsassessor“ verliehen. Am 5. April 1913 war er ebenda planmäßiger Assessor (Titel Oberamtmann). Vom 18. Februar bis 7. August 1915 war Rilling Oberamtsverweser in Waldsee, vom 3. Januar bis 17. Februar in Horb, vom 29. April bis 16. Mai 1916 in Biberach und schließlich vom 7. Juli bis 15. November 1916 in Leutkirch. Am 17. April 1916 wurde er Oberamtmann in Blaubeuren, weiter verwendet in Ulm a. D. Am 24. März 1919 trat er seinen Dienst in Blaubeuren an. 1920/1921 war er zeitweise zugleich Amtsverweser in Ehingen.